# Mediterranea/Limonata Cha Cha Cha
Mediterranea / Limonata Cha Cha Cha è l'11º singolo della cantautrice Giuni Russo, pubblicato, nel mese di marzo del 1984, per la casa discografica CGD.

## Mediterranea
Mediterranea è la canzone pubblicata sul lato a del singolo tratto dall'omonimo album.
Il brano ha uno stile dolce, malinconico ed anche autobiografico per la stessa Giuni, in quanto "mediterranea" perché natìa della Sicilia e per ricordi d'infanzia, rinchiusi in questo brano.
Nel testo compare una citazione di Giacomo Puccini, "il primo sole è mio", da "La bohème".
Giuni, molto affezionata a questo brano, insistette che fosse utilizzato per promuovere l'album omonimo, mentre la discografica Caterina Caselli cercò in tutti i modi di convincere la stessa Russo a puntare solo sul lato B del singolo, Limonata Cha Cha Cha, brano più "commerciale".
Il testo fu scritto dall'interprete, la musica da Maria Antonietta Sisini.

## Limonata Cha Cha Cha
Limonata Cha Cha Cha è la canzone pubblicata come lato b del singolo.
Il brano nacque da un richiamo al famoso Cha cha cha della segretaria di Michelino.
Il testo fu scritto da Giuni Russo e da Tripolino (pseudonimo di Franco Battiato), mentre la musica, da Maria Antonietta Sisini.

## Tracce
Lato A
1. Mediterranea – 3:52 (Giuni Russo – Maria Antonietta Sisini)

Lato B
1. Limonata Cha Cha Cha – 3:11 (Giuni Russo – Tripolino – Maria Antonietta Sisini)

## Crediti
- Arrangiamenti: Alessandro Centofanti
- Direzione Artistica: Alessandro Centofanti
- Collaborazione Artistica: Maria Antonietta Sisini
- Produzione: Angelo Carrara
- Realizzazione: Alberto Radius